# Polymixis argillaceago
Polymixis argillaceago är en fjärilsart som beskrevs av Jacob Hübner 1827. Polymixis argillaceago ingår i släktet Polymixis och familjen nattflyn. Inga underarter finns listade i Catalogue of Life.